# Козацьке (Фастівський район)
Коза́цьке (до 2024 року — Гвардійське) — село в Україні, у Фастівській міській громаді Фастівського району Київської області. Населення становить 195 осіб.

## Історія
До 1989 року існувало як поселення відділення колгоспу «Победа». Виникло як окреме поселення у жовтні 1989 року.
|  | «Президія Верховної Ради Української РСР постановляє: Присвоїти найменування новозбудованим населеним пунктам Київської області: ...поселенню колгоспу "Победа" Фастівського району — село Гвардійське». |

19 вересня 2024 року Верховна Рада підтримала перейменування села Гвардійське на Козацьке. 26 вересня 2024 року перейменування набуло чинності.

## Населення

### Мова
Розподіл населення за рідною мовою за даними перепису 2001 року:
| Мова       | Відсоток |
| ---------- | -------- |
| українська | 94,36 %  |
| російська  | 5,13 %   |
| білоруська | 0,51 %   |